# آرثر موسى
آرثر موسى (بالإنجليزية: Arthur Moses)‏ (3 مارس 1973 بأكرا في غانا - ) هو لاعب كرة قدم نيجيري في مركز الهجوم، شارك في كأس الأمم الأفريقية 1998. وشارك مع منتخب غانا لكرة القدم. أما مع النوادي، فقد لعب مع أولمبيك مارسيليا وستشينرى ستورز وفورتونا دوسلدورف ونادي الشباب ونادي العين ونادي تولون ونيم أولمبيك.

## وصلات خارجية
- آرثر موسى على موقع رابطة كرة القدم الفرنسية للمحترفين (الإنجليزية)
- آرثر موسى على موقع قاعدة بيانات كرة القدم.إي يو (الإنجليزية)
- آرثر موسى على موقع ناشيونال فوتبول تيمز (الإنجليزية)
- آرثر موسى على موقع عالم كرة القدم.نت (الإنجليزية)